# Lista siturilor arheologice din județul Satu Mare - F
Lista siturilor arheologice din județul Satu Mare - F conține toate siturile arheologice din județul Satu Mare înscrise în Repertoriul Arheologic Național (RAN) și aflate în localități al căror nume începe cu litera F. RAN este administrat de Ministerul Culturii și Patrimoniului Național și cuprinde date științifice, cartografice, topografice, imagini și planuri, precum și orice alte informații privitoare la zonele cu potențial arheologic, studiate sau nu, încă existente sau dispărute.
Puteți căuta un sit din localitățile care încep cu litera F folosind formularul de mai jos sau puteți naviga prin toate siturile din județ la Lista siturilor arheologice din județul Satu Mare.
| Cod RAN                                   | Denumire | Localitate                | Adresă            | Datare                          | Descoperit | Coordonate                                    | Imagine           | Erori            |
| ----------------------------------------- | --- | ------------------------- | ----------------- | ------------------------------- | ---------- | --------------------------------------------- | ----------------- | ---------------- |
| 137737.02.01                              | Situl arheologic de la Foieni -"Sultész tag" / ansamblu anonim (Categorie: locuire) (Tip: Așezare)                        | sat Foieni, comuna Foieni | Sultész tag       | Pișcolt                         |            | 47°41′45″N 22°21′58″E / 47.69584°N 22.36611°E | Încărcați imagine | Raportați eroare |
| 137737.02.02                              | Situl arheologic de la Foieni -"Sultész tag" / ansamblu anonim (Categorie: locuire) (Tip: Așezare)                        | sat Foieni, comuna Foieni | Sultész tag       | Tiszapolgár                     |            | 47°41′45″N 22°21′58″E / 47.69584°N 22.36611°E | Încărcați imagine | Raportați eroare |
| 137737.02.03                              | Situl arheologic de la Foieni -"Sultész tag" / ansamblu anonim (Categorie: locuire) (Tip: Așezare)                        | sat Foieni, comuna Foieni | Sultész tag       | Baden                           |            | 47°41′45″N 22°21′58″E / 47.69584°N 22.36611°E | Încărcați imagine | Raportați eroare |
| 137737.02.04                              | Situl arheologic de la Foieni -"Sultész tag" / ansamblu anonim (Categorie: locuire) (Tip: Așezare)                        | sat Foieni, comuna Foieni | Sultész tag       | Nyirseg                         |            | 47°41′45″N 22°21′58″E / 47.69584°N 22.36611°E | Încărcați imagine | Raportați eroare |
| 137737.02.05                              | Situl arheologic de la Foieni -"Sultész tag" / ansamblu anonim (Categorie: locuire) (Tip: neprecizat)                     | sat Foieni, comuna Foieni | Sultész tag       | Gáva sec. III - II a.Chr.       |            | 47°41′45″N 22°21′58″E / 47.69584°N 22.36611°E | Încărcați imagine | Raportați eroare |
| 137737.02.06                              | Situl arheologic de la Foieni -"Sultész tag" / ansamblu anonim (Categorie: locuire) (Tip: Locuire)                        | sat Foieni, comuna Foieni | Sultész tag       | Celtică sec. I a.Chr - II p.Chr |            | 47°41′45″N 22°21′58″E / 47.69584°N 22.36611°E | Încărcați imagine | Raportați eroare |
| 137737.02.07                              | Situl arheologic de la Foieni -"Sultész tag" / ansamblu anonim (Categorie: locuire) (Tip: Așezare)                        | sat Foieni, comuna Foieni | Sultész tag       | dacilor liberi sec. II - IV     |            | 47°41′45″N 22°21′58″E / 47.69584°N 22.36611°E | Încărcați imagine | Raportați eroare |
| 137737.02.08                              | Situl arheologic de la Foieni -"Sultész tag" / ansamblu anonim (Categorie: locuire) (Tip: Locuire)                        | sat Foieni, comuna Foieni | Sultész tag       | Przeworsk sec. V - VII          |            | 47°41′45″N 22°21′58″E / 47.69584°N 22.36611°E | Încărcați imagine | Raportați eroare |
| 137737.02.09                              | Situl arheologic de la Foieni -"Sultész tag" / ansamblu anonim (Categorie: locuire) (Tip: Așezare)                        | sat Foieni, comuna Foieni | Sultész tag       | Szentes-Vekerzug                |            | 47°41′45″N 22°21′58″E / 47.69584°N 22.36611°E | Încărcați imagine | Raportați eroare |
| 137737.02.10                              | Situl arheologic de la Foieni -"Sultész tag" / ansamblu anonim (Categorie: locuire) (Tip: Așezare)                        | sat Foieni, comuna Foieni | Sultész tag       | Nyirseg                         |            | 47°41′45″N 22°21′58″E / 47.69584°N 22.36611°E | Încărcați imagine | Raportați eroare |
| 137737.03.01                              | Situl arheologic de la Foieni - "Grajduri CAP" / ansamblu anonim (Categorie: locuire) (Tip: Așezare)                      | sat Foieni, comuna Foieni | Grajduri CAP      | Gáva                            | 1960       | 47°41′53″N 22°22′20″E / 47.69806°N 22.37222°E | Încărcați imagine | Raportați eroare |
| 137737.03.02                              | Situl arheologic de la Foieni - "Grajduri CAP" / ansamblu anonim (Categorie: locuire) (Tip: Necropolă)                    | sat Foieni, comuna Foieni | Grajduri CAP      |                                 | 1960       | 47°41′53″N 22°22′20″E / 47.69806°N 22.37222°E | Încărcați imagine | Raportați eroare |
| 137737.04.01                              | Așezarea Latene de la Foieni - "Cărămidăria veche" / ansamblu anonim (Categorie: locuire civilă) (Tip: Așezare)           | sat Foieni, comuna Foieni | Cărămidăria veche | Sec. III-IV                     |            | 47°41′30″N 22°22′40″E / 47.69167°N 22.37778°E | Încărcați imagine | Raportați eroare |
| 137737.05.01                              | Situl arheologic de la Foieni - Cimitirul ortodox / ansamblu anonim (Categorie: locuire civilă) (Tip: Așezare)            | sat Foieni, comuna Foieni | Cimitirul ortodox | Pișcolt                         |            | 47°41′34″N 22°22′30″E / 47.69278°N 22.375°E   | Încărcați imagine | Raportați eroare |
| 137737.05.02                              | Situl arheologic de la Foieni - Cimitirul ortodox / ansamblu anonim (Categorie: locuire civilă) (Tip: Așezare)            | sat Foieni, comuna Foieni | Cimitirul ortodox | dacilor liberi Sec. II - IV     |            | 47°41′34″N 22°22′30″E / 47.69278°N 22.375°E   | Încărcați imagine | Raportați eroare |
| 137737.05.03                              | Situl arheologic de la Foieni - Cimitirul ortodox / ansamblu anonim (Categorie: locuire civilă) (Tip: Așezare)            | sat Foieni, comuna Foieni | Cimitirul ortodox | Przeworsk                       |            | 47°41′34″N 22°22′30″E / 47.69278°N 22.375°E   | Încărcați imagine | Raportați eroare |
| 137737.05.04                              | Situl arheologic de la Foieni - Cimitirul ortodox / ansamblu anonim (Categorie: locuire civilă) (Tip: Așezare)            | sat Foieni, comuna Foieni | Cimitirul ortodox | sec. XI-XIII                    |            | 47°41′34″N 22°22′30″E / 47.69278°N 22.375°E   | Încărcați imagine | Raportați eroare |
| 137737.05                                 | Situl arheologic de la Foieni - Cimitirul ortodox / ansamblu Cimitirul ortodox (Categorie: locuire civilă) (Tip: Cimitir) | sat Foieni, comuna Foieni | Cimitirul ortodox |                                 |            | 47°41′34″N 22°22′30″E / 47.69278°N 22.375°E   | Încărcați imagine | Raportați eroare |
| 137737.06.01                              | Situl arheologic de la Foieni - "Cetatea iepurelui" / ansamblu anonim (Categorie: locuire civilă) (Tip: Așezare)          | sat Foieni, comuna Foieni | Cetatea iepurelui | Baden                           |            | 47°41′47″N 22°21′44″E / 47.69639°N 22.36222°E | Încărcați imagine | Raportați eroare |
| 137737.06.02                              | Situl arheologic de la Foieni - "Cetatea iepurelui" / ansamblu anonim (Categorie: locuire civilă) (Tip: Așezare)          | sat Foieni, comuna Foieni | Cetatea iepurelui | Nyirseg                         |            | 47°41′47″N 22°21′44″E / 47.69639°N 22.36222°E | Încărcați imagine | Raportați eroare |
| 137737.06.03                              | Situl arheologic de la Foieni - "Cetatea iepurelui" / ansamblu anonim (Categorie: locuire civilă) (Tip: Așezare)          | sat Foieni, comuna Foieni | Cetatea iepurelui | Celtică Sec. IV-III a. Chr.     |            | 47°41′47″N 22°21′44″E / 47.69639°N 22.36222°E | Încărcați imagine | Raportați eroare |
| 137737.07.01                              | Situl arheologic de la Foieni - "Drumul Berea" / ansamblu anonim (Categorie: locuire civilă) (Tip: Așezare)               | sat Foieni, comuna Foieni | Drumul Berea      | Otomani                         |            | 47°41′53″N 22°21′57″E / 47.69806°N 22.36583°E | Încărcați imagine | Raportați eroare |
| 137737.07.02                              | Situl arheologic de la Foieni - "Drumul Berea" / ansamblu anonim (Categorie: locuire civilă) (Tip: Așezare)               | sat Foieni, comuna Foieni | Drumul Berea      | Celtică                         |            | 47°41′53″N 22°21′57″E / 47.69806°N 22.36583°E | Încărcați imagine | Raportați eroare |
| 137737.08.01                              | Așezarea neolitică de la Foieni - "Kerekto" / ansamblu anonim (Categorie: locuire) (Tip: Locuire)                         | sat Foieni, comuna Foieni | Kerekto           | Pișcolt                         |            |                                               | Încărcați imagine | Raportați eroare |
| 137737.08                                 | Așezarea neolitică de la Foieni - "Kerekto" / ansamblu anonim (Categorie: locuire)                                        | sat Foieni, comuna Foieni | Kerekto           |                                 |            |                                               | Încărcați imagine | Raportați eroare |
| 137737.09.01                              | Așezarea Gava de la Foieni / ansamblu anonim (Categorie: locuire civilă) (Tip: Așezare)                                   | sat Foieni, comuna Foieni |                   | Gáva                            |            |                                               | Încărcați imagine | Raportați eroare |
| 137737.01.01 (Cod LMI: SM-I-m-B-05183.02) | Situl arheologic de la Foieni - "Nisipăria veche" / ansamblu anonim (Categorie: locuire civilă) (Tip: Așezare)            | sat Foieni, comuna Foieni | Nisipăria veche   | Gáva                            |            | 47°41′54″N 22°21′38″E / 47.69833°N 22.36056°E | Încărcați imagine | Raportați eroare |
| 137737.01.02 (Cod LMI: SM-I-s-B-05183)    | Situl arheologic de la Foieni - "Nisipăria veche" / ansamblu anonim (Categorie: locuire civilă) (Tip: Așezare)            | sat Foieni, comuna Foieni | Nisipăria veche   | Baden                           |            | 47°41′54″N 22°21′38″E / 47.69833°N 22.36056°E | Încărcați imagine | Raportați eroare |
| 137737.01.03 (Cod LMI: SM-I-m-B-05183.01) | Situl arheologic de la Foieni - "Nisipăria veche" / ansamblu anonim (Categorie: locuire civilă) (Tip: Așezare)            | sat Foieni, comuna Foieni | Nisipăria veche   | sec. VIII-IX                    |            | 47°41′54″N 22°21′38″E / 47.69833°N 22.36056°E | Încărcați imagine | Raportați eroare |
| 137737.01.04 (Cod LMI: SM-I-m-B-05183.03) | Situl arheologic de la Foieni - "Nisipăria veche" / ansamblu anonim (Categorie: locuire civilă) (Tip: Așezare)            | sat Foieni, comuna Foieni | Nisipăria veche   |                                 |            | 47°41′54″N 22°21′38″E / 47.69833°N 22.36056°E | Încărcați imagine | Raportați eroare |
| 137737.10.01                              | Așezarea eneolitică de la Foieni-Movilă / ansamblu anonim (Categorie: locuire civilă) (Tip: Așezare)                      | sat Foieni, comuna Foieni | Movilă            | Tiszapolgár                     |            |                                               | Încărcați imagine | Raportați eroare |
| 137737.11.01                              | Situl arheologic de la Foieni-Nisipăria nouă / ansamblu anonim (Categorie: locuire) (Tip: așezare)                        | sat Foieni, comuna Foieni | Nisipăria nouă    | Gava                            |            |                                               | Încărcați imagine | Raportați eroare |
| 137737.11.02                              | Situl arheologic de la Foieni-Nisipăria nouă / ansamblu anonim (Categorie: locuire) (Tip: așezare)                        | sat Foieni, comuna Foieni | Nisipăria nouă    | Celtică                         |            |                                               | Încărcați imagine | Raportați eroare |